# Solidarité africaine d'assurances
Pour les articles homonymes, voir SAA et SAFA.
La Solidarité africaine d'assurances ou SAFA assurances, reconnue depuis le 14 septembre 2016 sous la nouvelle dénomination Africaine des Assurances de Côte d'Ivoire et ayant son siège social à Abidjan, est une société anonyme au capital de 4 380 090 000 FCFA. Elle est spécialisée dans la production et la vente des produits d'assurances de la branche incendie, accidents et risques divers (IARD). SAFA assurances est membre de l'Association des sociétés d'assurances de Côte d'Ivoire.

## Histoire
Dans l’exercice des activités quotidiennes, toute personne morale ou physique est exposée à d'innombrables risques. C'est dans le souci de pallier ces éventuels risques que plusieurs compagnies d’assurances ont vu le jour. En Côte d'Ivoire, c’est la direction des assurances, structure d’administration centrale du ministère de l’Économie et des finances placé sous l’autorité directe du directeur général du trésor et de la comptabilité publique, qui est chargé du contrôle et de la régulation permanente de ce secteur. La SAFA est créée par Bamba Vanoumo. Après l’obtention de son agrément le 12 mai 1995 lui permettant de pratiquer des opérations d’assurances dans la branche IARD, la SAFA assurances commence ses activités le 1er octobre 1995 avec à la tête de sa direction générale son fondateur. Elle développe dès lors plusieurs produits dans son portefeuille d'activité. En 2015, des procédures de rachat de la société par l'Africaine des Assurances débutent. En 2016, qu'avec le rachat de 96 % du capital de SAFA que la dénomination de l'entreprise change et devient l'Africaine des Assurances. Cette nouvelle entreprise commence officiellement ses activités en 2017. 

## Portefeuille d'activités
- L’assurance automobile
- Les divers risques
- L’assurance individuelle accident (personne transportée)
- L’assurance des marchandises transportées
- L’assurance multirisque habitation (ou assurance des biens)
- L’assurance multirisque professionnelle
- L’assurance maladie
- L’assurance individuelle accident
- L’assurance temporaire visa voyage